# ティアナ (ディズニーキャラクター)
- プリンセスと魔法のキス > ティアナ (ディズニーキャラクター)
- ディズニープリンセス > ティアナ (ディズニーキャラクター)

ティアナ（Tiana）は、ウォルト・ディズニー・ピクチャーズの映画『プリンセスと魔法のキス』（2009年）の架空のキャラクターである。脚本家・監督のロン・クレメンツとジョン・マスカーによって製作され、マーク・ヘンによってアニメーション化された。ティアナの声はアニカ・ノニ・ローズが担当し、幼少期の声はエリザベス・M・ダンピアが担当している。彼女はDisney+のシリーズ『ティアナ』にも登場予定。
彼女は、2002年の小説『The Frog Princess』の主人公エマ王女と、グリム兄弟の童話『かえるの王さま』に登場する王女をもとにしている。また、有名なニューオーリンズのシェフ、リア・チェイスからもインスピレーションを受けている。
ティアナは自分のレストランを開くことを夢見る働き者のウェイトレスとして描かれているが、悪い魔術師にカエルにされた王子に必死でキスしたことで自分もカエルに変身してしまい、進展が止まってしまう。
ティアナはその性格や価値観が評価され、主に好意的に受け入れられているが、ティアナと彼女のコミュニティの描写が「人種問題に重点を置いていない」と批判されることもある。また、主要キャラクターであるティアナとナヴィーンが映画の大部分でカエルとして描かれていることについても、キャラクターのアイデンティティを軽視しているという議論がある。彼女はディズニープリンセスのフランチャイズに加わった9番目のキャラクターで、初のアフリカ系アメリカ人のメンバーとしても知られている。また、1920年代のニューオーリンズを舞台にした、最も現代に近い時代のプリンセスでもある。

## 製作

### 発想と民族性
共同監督のジョン・マスカーによると、グリム兄弟の童話『かえるの王さま』をアニメ映画にするという企画は、ウォルト・ディズニー・アニメーション・スタジオで18年間も検討されていた。しかし、スタジオは満足のいくバージョンを作れずに、プロジェクトは何度も棚上げされた。2006年にディズニーは、その童話に基づいたE・D・ベイカーの小説『The Frog Princess』の権利を購入した。そして、共同監督のロン・クレメンツとマスカーが再びこの童話をアニメ化するために起用され、1920年代のニューオーリンズを舞台に選んだ。当初はコンピュータアニメーションの映画として企画されていたが、クレメンツとマスカーは『プリンセスと魔法のキス』を伝統的な手描きアニメーションにするために奮闘した。
ティアナは、ベイカーの小説の主人公プリンセス・エマと、グリム童話に登場する王女の両方をゆるやかにベースにしている。クレメンツは、ベイカーの『The Frog Princess』を「ひねりのある童話」と表現しており、そこでは「王女がカエルにキスをした結果、彼が王子に戻るのではなく、彼女がカエルになってしまう」という展開があるからだ。クレメンツとマスカーは、ウォルト・ディズニー・アニメーション・スタジオのCEO、ジョン・ラセターに「アフリカ系アメリカ人のヒロインが登場する手描きの映画」としてこのアイデアを提案し、ティアナを「ディズニーの童話にあまり興味を持たない人物」として考えた。ティアナは、クレメンツとマスカーがニューオーリンズのリサーチ旅行で出会った有名なレストラン経営者リア・チェイスにインスパイアされている。クレメンツは、「ニューオーリンズにリア・チェイスという女性がいて、彼女はウェイトレスをしていたんだけど、最終的には夫と一緒にレストランを開いたんだ。彼女に会って話をしたんだけど、彼女の物語や食べ物に対する哲学を聞かせてもらったんだ。それが映画の大きな要素になっているんだ」と詳しく語った。
ティアナはディズニー初のアフリカ系アメリカ人のプリンセスとして知られている。脚本家兼監督のクレメンツとマスカーは、ティアナをアフリカ系アメリカ人の若い女性として描くことは、物語の舞台が自然にそうさせたと主張している。クレメンツは、「それがそんなに大きな問題だとは思っていなかった」と説明し、元々はキャラクターにフランス語の名前「マドレーヌ」、略して「マディ」を与えていた。しかし、その名前が人種的な意味合いを持つとして論争や臆測を呼んだため、「マディ」は「スレイブネーム」として使われることが多かったとの指摘があり、彼らは名前を「ディアーナ」に韻を踏むギリシャ風の名前「ティアナ」に変更した。「ティアナ」（Τιάνα）は「プリンセス」（πριγκίπισσα）とは解釈できないが、プリンセスの名前である「ティア」（Τία）と「ダイアナ」（Νταϊάνα）を組み合わせた混成語として解釈できる。映画を引き続き慎重に進めるために、クレメンツとマスカーはアフリカ系アメリカ人の脚本家ロブ・エドワーズの指導を受けた。物語に感情的な重みを加えるために、クレメンツとマスカーはティアナと彼女の父ジェームズとの関係にさらに重点を置いた。もともとはジェームズはそれほど物語に関与していなかった。 

### キャスト
監督のロン・クレメンツとジョン・マスカーは、映画の主役に「大物スター」を起用しないことにした。その理由について、「実際の俳優のイメージがすぐに思い浮かばない方が、そのアニメキャラクターと声の同一視がしやすくなる」と説明している。ビヨンセ、ジェニファー・ハドソン、アリシア・キーズなどの有名なアフリカ系アメリカ人の女性エンターテイナーや、女優でファッションモデルのタイラ・バンクスがティアナの声を担当することに興味を示した。最終的にティアナの役を得たのは、女優で歌手のアニカ・ノニ・ローズだった。彼女は『ドリームガールズ』（2006年）でノウルズやハドソンと共演している。ローズがディズニーからティアナの声の依頼を個人的に受けたとき、彼女の期待は特に高くなかった。彼女は「プリンセスになるつもりはなかったんです。泣き柳とかそんな役だと思っていました」と説明している。オーディションに備えて、ローズは「声を準備」しておいた。ティアナの役のオーディションは合計で3回受けた。
ディズニーの初のアフリカ系アメリカ人プリンセスの声を担当することに「興奮」し、「大喜び」したローズは、ディズニーのキャラクターの声を担当することをずっと望んでいた長年のディズニーファンでありながら、コミュニティが問題視することがあると知って「驚いた」と述べている。映画が彼女に紹介されたとき、ローズはティアナの民族性よりも「若い女性の物語」に惹かれた。「文化的な意義は後になってから気づいた」と彼女は『ザ・ルート』誌に語っている。
ローズは録音作業を「とても孤独な仕事」と表現し、多くのリサーチと準備が必要だったと話した。彼女は「ニューオーリンズの人たちに電話をかけて、彼らの声がどんな感じかを聞いたんです。街についてたくさん調べて、ジャズ時代の音楽もたくさん聴きました」と詳しく説明した。ローズは少しずつ映画の脚本を受け取った。最初の録音セッションでは、全ての脚本を8時間かけて読んで録音した。その経験を「疲れるけど素晴らしかった」と表現している。彼女とプリンス・ナヴィーンの声を担当した共演者のブルーノ・カンプスは、大部分のセリフを別々に録音した。

### デザインと特徴
マーク・ヘンはティアナのスーパーバイジング・アニメーターを務めた。ラセターが彼を採用したのは、『リトル・マーメイド』のアリエル以来、ほぼ全てのディズニープリンセスをアニメートしてきたからだ。ティアナについて、ヘンは「彼女は私たちのプリンセスの新しいトレンドを追っている」と言い、アリエルに似ていると例えた。ヘンは、ポストプロダクションで働いていた映画インターンのスタジオ社員ジェイミー・ミルナーにインスパイアされた。ティアナがアフリカ系アメリカ人であることは、彼が彼女をアニメートする際に「大きな問題ではなかった」が、彼女を人間としてもカエルとしても描くことは難しかったという。彼は「ティアナは映画の中でたくさんの異なる形で登場する。彼女は幼い女の子であり、大人の人間であり、そしてカエルでもある」と言った。
ティアナのデザインを最終決定する際には、ローズの考えや意見、懸念が考慮された。彼女は「彼女が食べるように見えて、痩せていないこと、ふっくらした口と丸い小さな鼻、そしてカールした髪を持っていることを望んだ。これらは全て、彼女が独自の姿に見えるようにするためのものだった」と語っている。ローズはティアナが「茶色に塗られただけの型にはまったプリンセス」に似てほしくなかった。「初めて彼女を見たとき、彼女がどれほど自分に似ているかに驚かされた」と言った。ローズはまた、ティアナを担当する監修アニメーターのマーク・ヘンの視覚的なライブアクションの参考にもなり、彼女のセリフを録音する様子をビデオ撮影し、彼女のえくぼや左利きといった特徴をティアナのデザインに取り入れた。

## 出演

### プリンセスと魔法のキス
ティアナは、ぼろぼろの製糖工場をレストランにするために二つの仕事をしてお金を貯めている。これは第一次世界大戦で亡くなった父親にした約束だった。その結果、ティアナは仕事に没頭し、他のことに時間が取れない。そんな中、幼なじみで裕福なシャーロットが仮面舞踏会を開き、その場でベニエを作って提供してほしいと依頼して、ティアナにまとまったお金を渡してくれる。
その夜、ティアナは製糖工場の不動産業者から他の人に競り負けたと聞かされ、彼女の「背景」を理由にそれが良いことだと言われて希望を失う。ティアナが誤ってコスチュームを台無しにしてしまうと、シャーロットが自分の衣装を貸してくれる。絶望からティアナは星に願いをかけるが、そこに現れたのはしゃべるカエルで、自分がナヴィーン王子だと主張する。コスチュームのおかげで彼女をプリンセスと勘違いしたナヴィーンは、彼女がキスして人間に戻してくれたら必要なお金を渡すと約束する。説得の末、ティアナはキスするが、自分もカエルになってしまう。
空腹のワニから逃げながら、ティアナはナヴィーンに、シャーロットと結婚したら彼女からもらうお金でレストランを買う手伝いをするように要求する。しかし、旅の途中で状況は変わる。ジャズを演奏するワニのルイスとケイジャンのホタルのレイと出会い、彼らの助けを借りてブードゥーの女司祭ママ・オディのもとに向かう。ティアナとナヴィーンはお互いにカエルハンターから助け合い、ティアナはナヴィーンに料理の手伝いを教える。レイが彼の真実の愛「エヴァンジェリン」に捧げる歌を歌う中、ナヴィーンはティアナにダンスの仕方を教え、ティアナは恐れていたダンスを初めて経験する。二人のカエルはお互いに恋に落ちるが、それをどう伝えるか迷っている。
最終的にティアナはファシリエと対峙し、彼はティアナの「ティアナズ・パレス」という夢を実現させるために、彼の計画に重要な役割を果たすブードゥーのお守りを渡すように要求する。ティアナは今までの努力や自分を妨げてきた人々のことを思い出し、亡くなった父のイメージを見せられる。彼は彼女に、父が実現できなかった夢を叶えることができると伝える。家族が一緒にいるのを見て、ティアナは父が欲しいものを得られなかったが、必要な愛を持っていたという意味をようやく理解する。ティアナはお守りを壊し、ファシリエを怒ったブードゥーの精霊に引き渡す。
ティアナはナヴィーンを見つけ、彼がシャーロットにティアナにレストランを渡してくれるなら結婚すると約束しているのを目撃する。ティアナは彼を止め、ついに自分が彼を愛していることを認める。感動したシャーロットは、結婚は必要ないとしてナヴィーンにキスしようとするが、すでに真夜中を過ぎていて呪いを解くには遅すぎる。ティアナとナヴィーンは沼地で結婚し、キスをすると人間に戻る。ティアナがついにプリンセスになり、プリンセスの舞踏会のドレスを着ている姿が描かれる。ルイスは不動産業者を脅してティアナの提案を受け入れさせる。ナヴィーンとティアナは一緒にレストランを開き、「ティアナズ・パレス」と名付け、星の下でダンスをする。ティアナの歌声もアニカ・ノニ・ローズが担当している。

### テーマパーク
2009年10月26日、ウォルト・ディズニー・ワールド・リゾートで「ティアナのショーボート・ジュビリー！」が初登場し、ティアナ、ナヴィーン、ルイス、ドクター・ファシリエが登場した。その後、ディズニーランド・リゾートでも開催された。ティアナとナヴィーンはウォルト・ディズニー・ワールドのマジック・キングダムで開催される「フェスティバル・オブ・ファンタジー・パレード」にも出演している。また、ティアナとナヴィーンはウォルト・ディズニー・ワールドのリバティー・スクエアや他のパークのフロンティアランドでグリーティングも行っている。彼女は2010年4月にディズニーランド・パリで開催された「ニュー・ジェネレーションズ・フェスティバル」の一環として、ディズニーの「ワンス・アポン・ア・ドリーム・パレード」に参加した。ティアナは2010年1月初めに「ファンタズミック!」のフィナーレにもマーク・トウェイン・リバーボートと一緒に参加した。ティアナ、ナヴィーン、ドクター・ファシリエ、レイはそれぞれディズニー・カリフォルニア・アドベンチャー・パークの「ワールド・オブ・カラー」にカメオ出演している。ティアナと他のディズニープリンセスたちはマジックキングダムにある「プリンセス・フェアリーテイル・ホール」というアトラクションにも参加している。ウォルト・ディズニー・ワールドを訪れる際、最初はリバティー・スクエアの端にある木陰のガゼボでティアナを見ることができた。2016年6月以降、ティアナはプリンセス・フェアリーテイル・ホールでグリーティングを行っている。
2020年6月、カリフォルニアのディズニーランドとフロリダのマジックキングダムのアトラクション「スプラッシュ・マウンテン」が『プリンセスと魔法のキス』にテーマ変更されることが発表された。このライドのストーリーは映画の後の出来事を描いており、ティアナがマルディグラの祝賀会を開くというもの。彼女は手違いでバンドがいないことに気づき、ルイスと一緒に音楽を演奏する動物たちを探すために沼地に向かう。2022年6月、アニカ・ノニ・ローズが『ライブ・ウィズ・ケリー・アンド・ライアン』のインタビューで、アトラクションの内容についてディズニーと話し合っていることを明かした。2022年7月、ニューオーリンズで開催されたエッセンス・ミュージック・フェスティバルで、ディズニーはこのライドの名前を「ティアナのバイユー・アドベンチャー」とし、両パークで2024年後半にオープンする予定だと発表した。2022年9月のD23 Expoで、ローズがこのライドのためにティアナの役を再び演じることが確認された。「ティアナのバイユー・アドベンチャー」は、マジックキングダムで2024年6月にオープンし、ディズニーランドでは2024年後半にオープンする予定。
2023年1月、ディズニーランドのフレンチ・マーケット・レストランをニューオーリンズ・スクエアの「ティアナズ・パレス」に改装することが発表された。「ティアナズ・パレス」は2023年9月にオープンした。

### ちいさなプリンセス ソフィア
2014年に、ティアナは『ちいさなプリンセス ソフィア』のエピソード「ウィンターのまほう」にゲスト出演した。

### ワンス・アポン・ア・タイム
実写版のキャラクターでティアナにインスパイアされたキャラクターが、『ワンス・アポン・ア・タイム』の第7シーズンで主要キャラクターとして登場し、メキア・コックスが演じている。新たなエンチャンテッド・フォレストでティアナは王国の女王だが、王国の全員が呪われて魔法のない土地に連れて行かれる。シアトルの新しいエリアであるハイペリオン・ハイツが作られ、ティアナを含む全員が新しい記憶を持ってそこに送られる。新しい姿のサビーヌはファストフードのシェフだったが、今はベニエを売るフードトラックのオーナーになっている。最終的にダークカースが解かれ、サビーヌは記憶を取り戻す。シリーズの最終回では、ティアナが新たに統一された王国の女王としてレジーナ・ミルズの戴冠式に出席する姿が見られる。

### シュガー・ラッシュ:オンライン
ティアナは他のディズニープリンセスたちと一緒に映画『シュガー・ラッシュ:オンライン』に登場した。このことは2017年のD23 Expoで発表された。

### LEGO ディズニープリンセス:お城の冒険
ティアナは、2023年8月18日にDisney+で配信されたレゴのアニメスペシャル『LEGO ディズニープリンセス:お城の冒険』に主要キャラクターの一人として登場する。

### ティアナ
2020年12月、ティアナを主人公にしたスピンオフのテレビシリーズがDisney+でデビューすることが発表された。

## 評価と遺産
キャラクターとしてのティアナは、主に好意的に受け入れられている。『エンパイア』のヘレン・オハラはティアナを「しっかりしたヒロインで、一生懸命働き、集中力とやる気を見せる」と評している。『ガーディアン』のキャサリン・ショアードもディズニーを称賛し、「実際のキャラクターであり、三次元の人物として見えるヒロインを作り上げた」と述べている。『ロサンゼルス・タイムズ』のベッツィ・シャーリーは、ティアナを「美しく、元気いっぱい」と評した。About.comのキャリー・ブライソンは、ティアナを「素晴らしい新しいプリンセス」および「立派なロールモデル」として高く評価している。2022年、『ゴールド・ダービー』のマシュー・スチュワートとポール・シーハンは、ティアナを「最も優れたディズニープリンセスの5位」にランク付けし、「どんなに始まりがささやかであっても、挫折を経験しても、ティアナはレストラン経営者として成功するために努力することを惜しまない。カエルの姿から戻らないことに一時的に絶望するものの、彼女の立ち直る姿はポジティブな性格をさらに引き立てるものだ」と述べている。
ティアナはディズニー初の黒人プリンセスとして注目されている。スタジオが黒人のヒロインを作ったことについては賛否両論があった。一部の批評家、例えばリチャード・ワトソンは、長い間待ち望まれていた「伝統の打破」として映画を称賛したが、他の批評家は多くの批判と臆測をもって受け止めた。『オプラ・マガジン』のレイチェル・バーチェは、黒人のディズニープリンセスの登場を「画期的」とし、「遅すぎた」と述べた。『ガーディアン』のピーター・ブラッドショーは、「これらの黒人のキャラクターたちは、映画の多くの部分でかわいらしい、無害な緑色の小さな生き物として過ごす。ディズニーは有色人種に手を差し伸べたいかもしれないが、緑色は私たちが求めていたものではない」と書いた。『オブザーバー』のビディシャはティアナを「一面的な」キャラクターとしながらも「賢く、強い女性」と評し、映画の軽いプロットと人種問題に重点を置かないことを批判した。『ガーディアン』のパトリシア・ウィリアムズは、ディズニーのアニメ映画やそこに登場するキャラクター、特にプリンセスを嫌っていると認めながらも、ディズニーが黒人のヒロインを作るのが「遅すぎた」と非難した。しかし、ウィリアムズはティアナが「他のプリンセスよりも元気いっぱい」であることを認め、彼女をシュレックシリーズのフィオナ姫と比較し、疲れ知らずのフェミニストレストラン経営者としての描写に好意的な反応を示した。『ニューヨーク・タイムズ』のライター、ブルックス・バーンズは「彼女の王子が来た。そして批評家も」と題した記事で、ティアナの二つの異なる問題を指摘し、ディズニーがポジティブな立場を持っていることを強調した。『シャーロット・オブザーバー』の元コラムニスト、ウィリアム・ブラックバーンは「このプリンセスの物語は、黒人コミュニティを襲った最も悲惨な惨事の一つの舞台であるニューオーリンズに設定されている」と述べた。ハーバード大学の教員で認知心理学者および人類学者のマイケル・D・バランは、子供たちが人種について学ぶ方法とディズニーのステレオタイプの歴史について、「ディズニーのステレオタイプの歴史があるため、彼女の言語、文化、身体的特徴をどのように扱うかに非常に期待している」と述べた。
2011年8月19日、アニカ・ノニ・ローズはカリフォルニア州アナハイムで開催されたD23 Expoで『プリンセスと魔法のキス』での功績が称えられディズニー・レジェンドを授与した。同じ式典で、女優ジョディ・ベンソン、ペイジ・オハラ、リンダ・ラーキン、レア・サロンガも、各自がディズニープリンセスに声を提供した功績を称えられ、賞を受賞した。
2012年3月12日、Sociological Imagesは、ディズニーキャラクターのティアナを使ってスイカキャンディを宣伝することが、黒人とスイカのステレオタイプを永続させると主張する投稿を発表した。この批判は他のブログでも報じられた。
『シュガー・ラッシュ:オンライン』の予告編が公開された際、ティアナと他のディズニープリンセスが登場するシーンで、ティアナの外見が元の『プリンセスと魔法のキス』の時よりも肌の色が明るく、鼻が細く、ヨーロッパ風の特徴になっていると批判された。この論争に対して、ディズニーはティアナの声優アニカ・ノニ・ローズとアドボカシーグループであるカラー・オブ・チェンジをウォルト・ディズニー・アニメーション・スタジオに招き、ティアナの外見を『シュガー・ラッシュ:オンライン』で彼女の元の外見により近づけるように再デザインした。更新されたキャラクターモデルは2つ目の予告編で公開された。